# Michail Michailowitsch Speranski

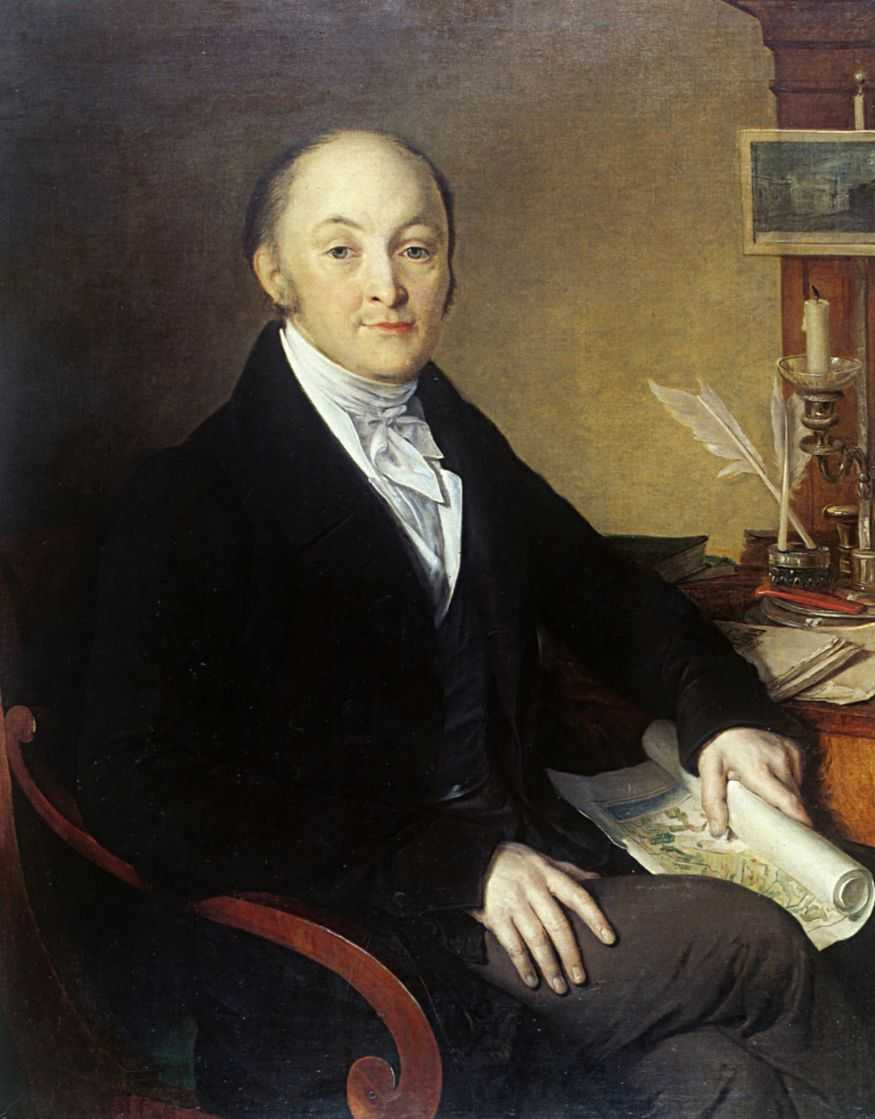
Porträt Speranskis von Tropinin.

Graf Michail Michailowitsch Speranski (russisch Михаил Михайлович Сперанский, wissenschaftliche Transliteration Michail Michajlowič Speranskij; * 1. Januarjul. / 12. Januar 1772greg. in Tscherkutino, Gouvernement Wladimir; † 11. Februarjul. / 23. Februar 1839greg. in Sankt Petersburg) war Mathematikprofessor, bedeutender russischer Staatsmann und liberaler Reformer.

## Leben
Speranski war Sohn eines Dorfpriesters und wurde in einem geistlichen Seminar erzogen. Statt einer geistlichen Laufbahn stieg er in der zivilen Verwaltung schnell auf und war von 1807 bis 1812 der einflussreichste Berater Zar Alexanders I. 1808 wurde Speranski zum stellvertretenden Justizminister und zum Chef der Gesetzeskommission ernannt. In Alexanders Auftrag erarbeitete er 1809 eine grundlegende Verfassungsreform mit strikter Gewaltentrennung und Aufhebung der Leibeigenschaft, von der der Zar aber nur einzelne Ausschnitte wie den beratenden Staatsrat umsetzte.
1810 wurde Speranski persönlicher Staatssekretär des Kaisers, und Ignaz Aurelius Feßler nahm ihn in den Freimaurerbund auf, nachdem er mit Feßler, dem Unterrichtsminister Graf Rasumovsky und dem Polizeiminister Balaschew ein von Zar Alexander I. in Auftrag gegebenes Gutachten über die Tätigkeiten der Freimaurerlogen erarbeitet hatte, in dessen Folge die Freimaurerei in Russland genehmigt wurde.
Nach seinem Sturz 1812 – er wurde der Zusammenarbeit mit den Franzosen beschuldigt – wurde er nach Perm verbannt. 1814 wurde er wieder zurückberufen und 1816 zum Gouverneur von Pensa ernannt. Als Generalgouverneur von Sibirien nahm er sich von 1819 bis 1821 selbst der Verbannten an. 1824 wurde Speranski in den Staatsrat berufen, entfaltete jedoch nur geringen politischen Einfluss. Die Herausgabe eines Gesetzeskodex’ von 1834 ging maßgeblich auf seine Arbeit zurück. Seit 1819 war er Ehrenmitglied der Russischen Akademie der Wissenschaften in St. Petersburg.

## Darstellungen
- Es sind verschiedene Porträts von Speranski bekannt, die sowohl von russischen, als auch von englischen Malern wie George Dawe (1781–1829) geschaffen wurden. Zar Alexander I. lud Dawe nach St. Petersburg ein und gab ihm die Porträts der russischen Generäle in Auftrag, die sich im Krieg gegen Napoleon ausgezeichnet hatten. Eines der bedeutendsten Porträts Speranskis entstand um 1838 und wird dem bei Dawe beschäftigten Maler Wassili Alexandrowitsch Golicke zugeschrieben. Es zeigt Speranski in dunklem Gehrock mit weißer Halsbinde und Ordensstern auf einem roten Lehnstuhl sitzend; vor ihm eine Landkarte, ein Buch und ein Vermessungszirkel, in der Hand einen Schreibgriffel. Nach dem Tod Dawes im Jahr 1829 studierte Golicke an der Kunstakademie in St. Petersburg und schuf später als selbständiger Portrait- und Genremaler zahlreiche Porträts der Mitglieder der kaiserlichen Familie, des Adel und bedeutender russischer Politiker.

## Trivia
Leo Tolstoi gibt eine offenbar authentische Beschreibung der Person Speranskis (Krieg und Frieden. 2. Buch, 3. Teil, Nr. 5 ff.).